# Morane-Saulnier M.S.406
O Morane-Saulnier M.S.406 foi um caça francês desenvolvido e fabricado pela Morane-Saulnier utilizado pela Armée de l'Air a partir de 1938. Numericamente, foi o caça mais importante da França durante as fases de abertura da Segunda Guerra Mundial.
Embora resistente e altamente manobrável, era sub-alimentado e fracamente armado quando comparado com seus contemporâneos, e claramente inferior ao alemão Messerschmitt Bf 109E durante a Batalha de França. O M.S. 406 realizou a sua operação nos primeiros estágios da guerra (a chamada Guerra Falsa), mas quando a guerra reiniciou a sério em 1940, as perdas para todas as causas totalizaram aproximadamente 400 aeronaves. Deste total, cerca de 150 foram perdidas para combatentes inimigos e fogo de chão, outras 100 foram destruídas no chão em ataques aéreos inimigos e o restante foi deliberadamente destruído por militares franceses para impedir de cair em mãos inimigas intactos.
Em troca, esquadrões equipados com o M.S. 406 conseguiram 191 vitórias confirmadas e outras 83 vitórias prováveis. O tipo foi mais bem sucedido com finlandeses e suíços, que por meio de modificações conseguiram estender a vida útil do M.S. 406.

## Desenvolvimento

### M.S. 405
Em 1934, a Service Technique Aéronautique (Serviço Técnico de Aeronáutica) do Armée de l'Air emitiu a exigência para um novo e completamente moderno caça monoposto com um layout monoplano e retração do trem de pouso. A resposta de Morane-Saulnier foi o M.S. 405 desenvolvido pelo engenheiro-chefe Paul-René Gauthier. O M.S. 405 era um monoplano de asa baixa de construção mista, com cauda de madeira cobertas de tecido, mas um material de metal/madeira coladas, o chamado plymax, para o revestimento do modelo e armação de tubos de duralumínio. O plymax consistiu de uma folha fina de duralumínio ligada a uma folha mais grossa de contraplacado. A Morane-Saulnier teve uma longa história de produção de aviões de guerra que remonta a anos pré-Primeira Guerra Mundial, mas no período entre-guerras, tinham concentrado em projetos civis. O 405 aeronave foi um desafio para eles, sendo seu primeiro monoplano de asa baixa, primeiro com um cockpit fechado, e o primeiro projeto com retração do trem de pouso. Antes disso, os seus desenhos mais modernos foram monoplanos guarda-sol.
O novo motor de 641,3 kW Hispano-Suiza 12Ygrs, com uma hélice Chauvière, alimentou o primeiro protótipo, o M.S. 405-1, que voou em 8 de agosto de 1935. O desenvolvimento foi muito lento, e o segundo protótipo, o M.S. 405-2 com um motor de 671,1 kW Hispano-Suiza 12Ycrs não voou até 20 de Janeiro de 1937, quase um ano e meio mais tarde. Com o novo motor, o caça chegou a 443 km/h, rápido o suficiente para garantir uma ordem para mais 16 protótipos de pré-produção, cada um incluindo melhorias em relação à versão anterior.

### M.S. 406
O resultado dessas mudanças foi o M.S. 406. As duas variações principais foram a inclusão de uma nova estrutura de asa que libertou peso, e um radiador retrátil sob a fuselagem. Impulsionada pelo motor de 641,3 kW HS 12Y-31, o novo design foi mais de 8 km/h mais rápido do que o 405, chegando 489 km/h. O armamento consistia de um canhão de 20 mm Hispano-Suiza HS.9 de 60 projéteis, disparando através do centro da hélice, e duas metralhadoras de 7,5 milímetros MAC 1934 (uma em cada asa, cada uma com 300 projéteis). A fraqueza da metralhadora MAC 1934 foi a sua operação em altas altitudes. Verificou-se que em altitudes mais de 20 mil pés (6,096 km), as metralhadoras tinham uma tendência a congelar. Para resolver esse problema, aquecedores foram adicionados às metralhadoras para uso em alta altitude.

### M.S. 410
Enquanto os 406 foram entrando em serviço em 1939, uma série de atualizações foram iniciadas para melhorar o projeto. O resultado foi o M.S. 410, que incluiu uma asa mais forte, um radiador fixo mais simples no lugar do projeto anterior retrátil, quatro metralhadoras alimentadas por cinturões de munições no lugar das duas anteriores alimentadas com tambor, e ejetores de escape para o impulso adicional. O impulso adicionado aumentou a velocidade superior a 509 km/h, uma melhoria de cerca de 16 km/h em relação ao 406. A produção tinha acabado de iniciar quando a França caiu, e apenas cinco unidades tinham sido concluídas. A produção foi autorizada a continuar sob supervisão alemã, convertendo os 406 anteriores para o novo 410, mas muitos deles recebeu apenas as novas asas.

### M.S. 411 e 412
Um único exemplo do M.S. 411 foi construído através da conversão do avião de número 12 da linha de pré-produção do 410, com a asa do 406 e o motor de 745,7 kW Hispano-Suiza 12Y-45. A modificação mais tarde foi iniciada como o M.S. 412, com o motor de 783,0 kW Hispano-Suiza 12Y-51, mas esse projeto não foi concluído até o momento em que a guerra terminou.

### M.S. 450
Em 1939, começaram as entregas do protótipo do novo motor Hispano-Suiza 12Z de 969,4 kW. Um desses motores foi montado 410 modificado para criar o M.S. 450, dando melhorias na performance, especialmente em altitude. No entanto, o motor não entrou em produção antes da queda da França, e a mesma forma modificada Dewoitine D.520 (o D.523/D.551) foi considerado um projeto melhor para o motor de qualquer maneira.

## Variantes Suíças

### D-3800
Em 1938, a Suíça obteve uma licença para produção local do M.S. 406. Duas unidades do M.S. 406 foram fornecidas para a Suíça em setembro de 1938 e em abril de 1939, e serviu como caça padrão, mantendo o projeto da asa anterior do 405, mas equipado com o mais recente motor Hispano-Suiza 12Y-31 utilizados pelo M.S. 406, sendo denominado D-3800. A pré-produção começou com uma corrida de oito aeronaves de EKW com motores fabricados por Adolph Saurer AG dirigindo uma nova hélice Escher Wyss-EW-V3 totalmente ajustável. Instrumentos foram substituídos por versões suíças e as metralhadoras MAC por armas alimentados com cinto e localmente projetadas e construídoas, de modo eliminar as protuberâncias da asa da versão francesa, e evitando os problemas de congelamento encontradas por armas francesas. A primeira dessas aeronaves foi concluída em novembro de 1939. Os modelos de pré-produção foram seguidos com uma ordem por mais 74 exemplos, que foram todos entregues até 29 de Agosto de 1940. Em 1942, mais dois foram montados com peças inicialmente previstas para o ciclo de produção de origem.
Durante 1944, as aeronaves foram modificadas com a nova refrigeração e instalações hidráulicas, e foram equipados com escapamentos ejetores. Estas modificações foram o mesmo padrão que a série D-3801, tornando-os idêntica com a exceção de a instalação do motor. No final da guerra, os aviões restantes foram usados como formadores, até que o último foi demolido em 1954.

## D.3801/3803

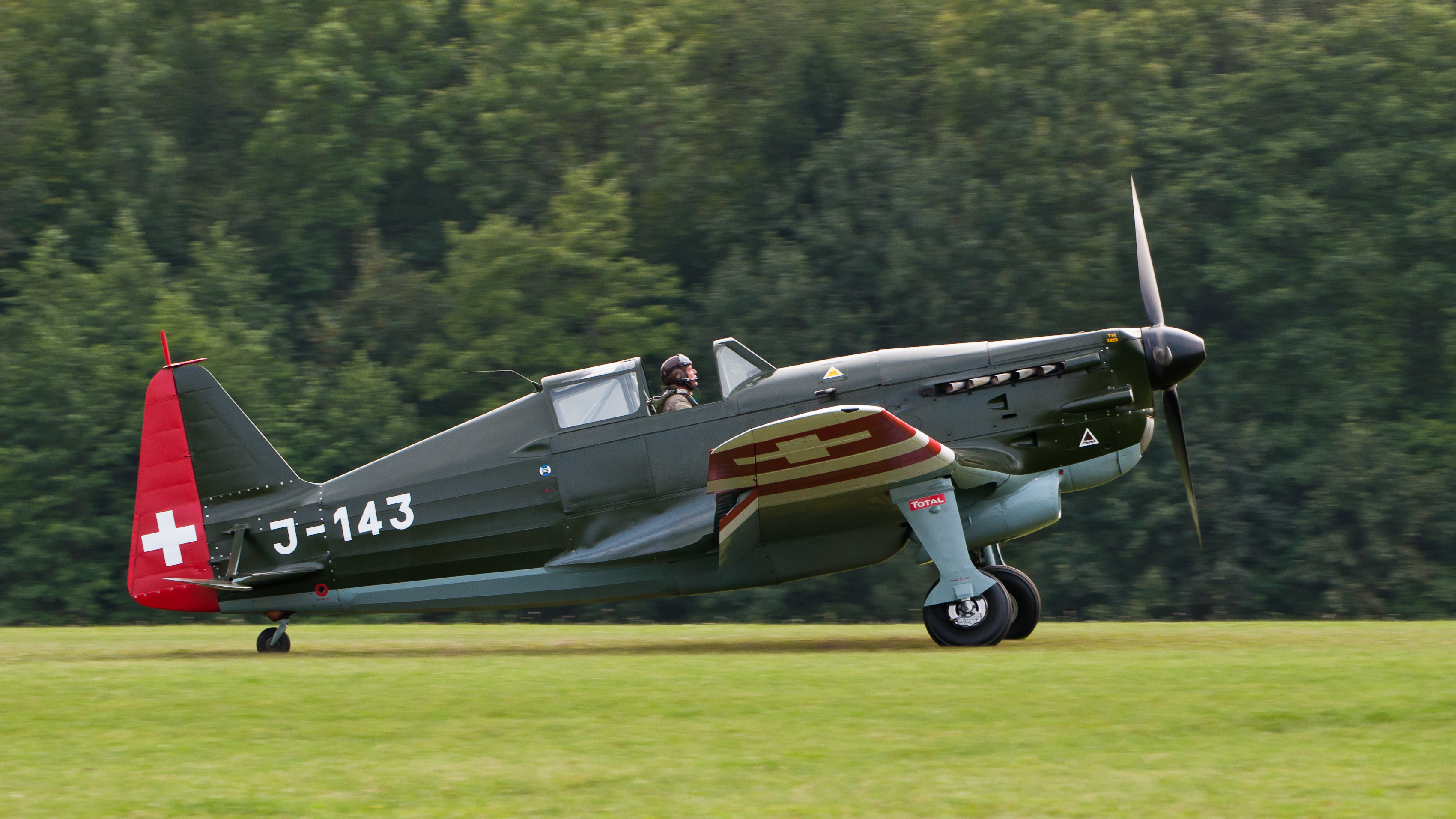
D-3801

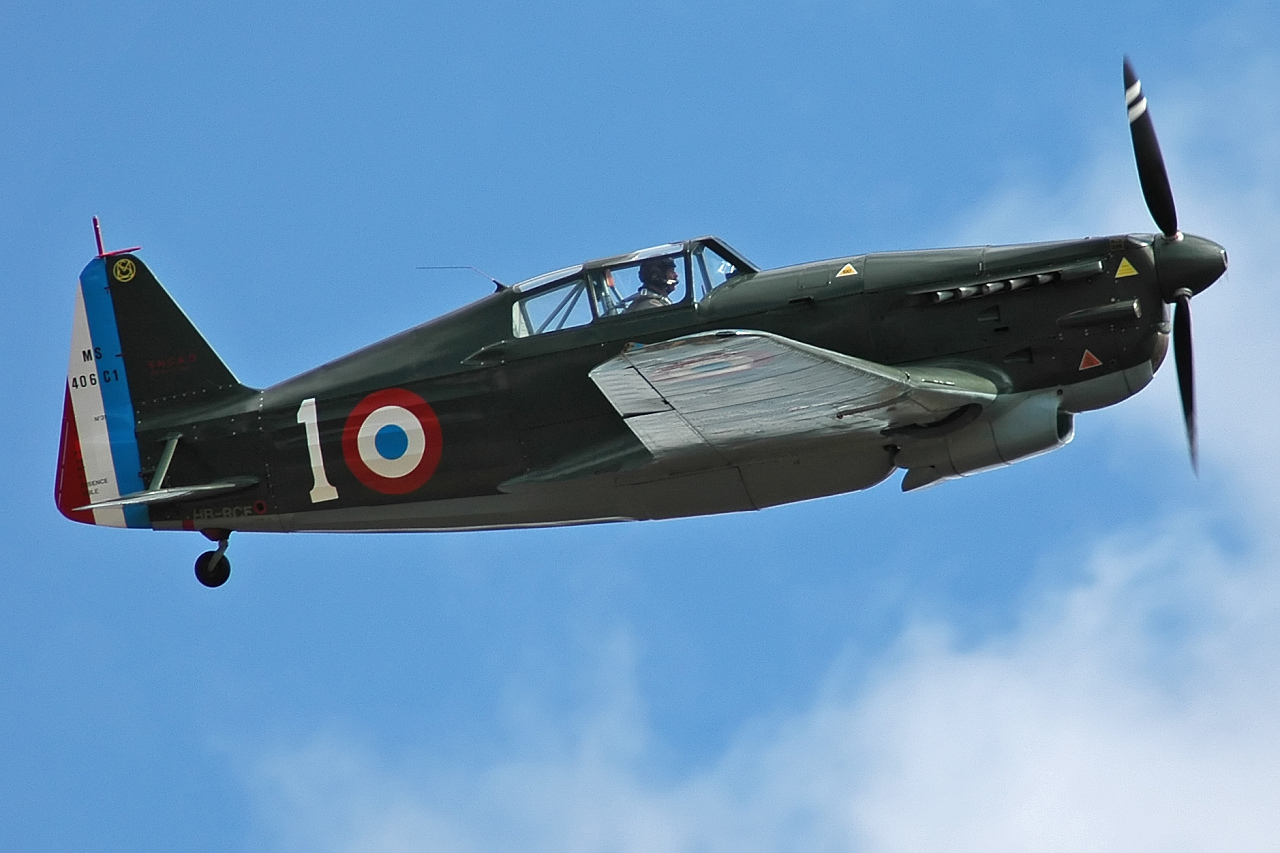
D-3801 Com Marcas Francesas Em Voo

Os suíços continuaram desenvolvimento o MS.412 quando o envolvimento francês parou após o Armistício de junho de 1940. A fábrica Dornier-Altenrhein concluiu um protótipo movido com um motor produzido sob licença HS-51 12Y, gerando 790,4 kW, juntamente com o radiador fixo e escapamentos como os testados no MS.411, em outubro de 1940. O novo tipo manteve as mudanças de armamento e outras melhorias introduzidas na D.3800. Esta série foi colocado em produção em 1941, como o D-3801 com as entregas continuaram até 1945, com 207 concluída. Outros 17 foram construídos a partir de peças de reposição entre 1947 e 1948. Confiança do novo motor foi inicialmente extremamente pobre, com problemas com rolamentos de virabrequim causando vários acidentes. Os problemas de motor desacelerou entregas, com apenas 16 aeronaves produzidas em 1942 e um único aeronaves entregues em 1943. Os problemas de motor acabaram por ser resolvidas em 1944. Com o motor Hispano-Suiza 12Y-51, a velocidade foi a 534 km/h, mais ou menos equivalente ao D.520 ou o Hurricane. Pesos foram entre 2,124 4,683 kg. Após ser retirado do uso operacional como caça quando o P-51 Mustang foi adquirido em 1948, o tipo permaneceu em serviço como treinador e rebocador-alvo até 1959.
O D.3802 foi baseado na MS.450, surgindo como a MS.540, com um motor Saurer YS-2 de 932,1 kW. O protótipo voou no Outono de 1944, revelando várias deficiências, mas era capaz de alcançar 630 km/h. 12 foram produzidos vendo uso limitado com Fliegerstaffel 17 e algumas outras unidades.
O último desenvolvimento deste avião foi o D.3803, com 1,118.5 kW (1.500 hp) Saurer YS-3 motor e fuselagem dorsal modificada (com uma visibilidade copa all-round). O D.3803 estava armado com três HS-404 20 mm (0,787 in) canhão (um no nariz, duas nas asas), além de até 200 kg (£ 441) bombas e foguetes. Apesar de não ter um motor potente, o tipo chegou a 680 kmh (423 mph; 367 kn) a 7.000 m (22.966 pés). O desempenho foi impressionante, mas o último desenvolvimento deste projeto lutador 1935 tinha várias falhas e não foi totalmente bem sucedida. Seu desenvolvimento foi interrompido, como P-51D Mustang tornou-se disponível.

## Mörkö-Morane

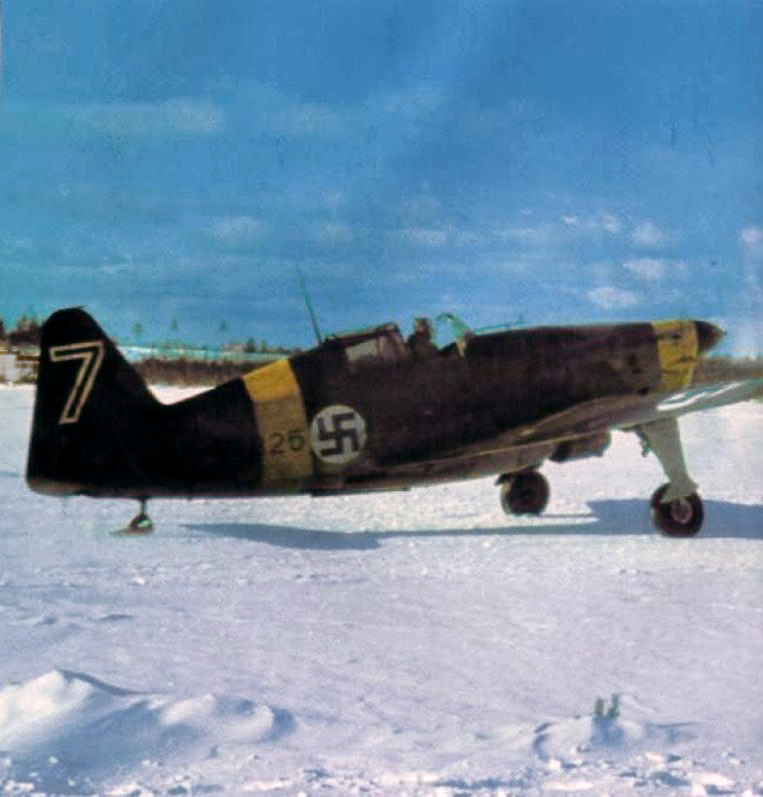
Mörkö-Morane Finlandês

A França enviou 30 Morane-Saulnier a Finlândia, entre 4 e 29 de Fevereiro de 1940. Em 1943 os finlandeses receberam um adicional de 46 e 11 406s 410s comprados dos alemães. Neste ponto da guerra, os caças foram irremediavelmente ultrapassados, mas os finlandeses estavam tão desesperados para aeronaves úteis que decidiram iniciar um programa de modificação de trazer todos os seus exemplos para um novo padrão.
O projetista de aviões Aarne Lakomaa virou o obsoleto "MS" em um lutador de primeira linha, o Mörkö-Morane, por vezes referido como o "La-Morane". Desenvolvido por motores capturados Klimov M-105 (uma versão soviética licenciada do 12Y HS) de 820,3 kW com uma hélice totalmente ajustável, a fuselagem foi reforçada e também ganhou uma nova e mais aerodinâmica carenagem do motor. Estas mudanças aumentaram a velocidade para 525 km/h. Outras mudanças incluem um novo refrigerador de óleo retirado do Bf-109, o uso de quatro armas alimentadas como a do M.S. 410, e o excelente canhão alemão de 20 mm MG 151/20, montados no eixo da hélice. No entanto, os MG 151 eram limitados, e vários modelos recebeu as armas de 12,7 mm Berezin UBS soviéticas capturadas em seu lugar.
O primeiro exemplo do lutador modificado, MS-631, fez seu primeiro voo em 25 de janeiro de 1943, e os resultados foram surpreendentes: a aeronave foi 64 km/h mais rápido do que a versão original francesa, e o teto de serviço aumentou de 10,000 para 12,000 metros.
Originalmente, ele foi planejado converter todos os 41 restantes 406s e 410s com o motor soviético, mas levou tempo, e a primeira aeronave na linha de frente deste tipo não alcançou o esquadrão LeLv 28 até julho/agosto de 1944. Até o fim da Guerra de Continuação em 1944, apenas três exemplos tinham sido convertidos (incluindo o protótipo original). O tenente Lars Hattinen (um ás com seis vitórias) marcou três mortes com o Mörkö-Morane. Mais caças chegaram da fábrica, porém, os Mörkö-Moranes participaram da Guerra Lapland como reconhecimento e aeronaves de ataque ao solo. Nem todas as conversões Mörkö-Morane foram concluídas antes de Março de 1945, quando todo o programa de re-motorização foi interrompido. Após o fim da guerra, o total convertido foi de 41, que serviu como treinadores avançados com o TLeLv 14 até setembro 1948. Em 1952, todos os restantes Moranes finlandeses foram demolidos.

## História Operacional
No final de 1930, uma guerra com a Alemanha ficou claramente iminente, e a Armée de l'Air encomendou 1.000 modelos em março de 1938. Morane-Saulnier era incapaz de produzir perto desse número em sua própria fábrica, assim que uma segunda linha foi criada nas fábricas nacionalizadas de SNCAO em St. Nazaire para produzir o tipo. A produção começou no final de 1938, e o primeiro exemplo de produção voou em 29 de janeiro de 1939. As entregas foram prejudicadas mais pelas entregas lentas dos motores do que por falta de fuselagens.
Em abril de 1939, as linhas de produção entregavam seis aeronaves por dia, e quando a guerra começou para a França em 3 de setembro de 1939, a produção foi de 11 por dia, com 535 em serviço. A produção do 406 terminou em março de 1940, após a ordem original para 1000 tinham sido entregues ao Armée de l'Air, e mais 77 para os utilizadores estrangeiros (30 para a Finlândia e 45 para a Turquia). Pedidos adicionais para a Lituânia e Polônia foram cancelados com a eclosão da guerra.
O M.S. 406 equipou 16 Groupes de Chasse e três Escadrilles na França e no exterior, e 12 dos Groupes viu a ação contra a Luftwaffe. A aeronave era muito manobrável e pode resistir a danos de batalha pesado, mas foi ultrapassado pelo Bf-109 e as perdas foram pesadas (150 aviões perdidos em ação e 250-300 perdido por outras causas). Após o armistício, apenas uma unidade de Vichy, GC 1/7, foi equipado com o M.S. 406.
Alemanha tomou posse de um grande número de 406s e os 410s posteriores. A Luftwaffe usado um número para a formação, e vendeu outros. Finlândia comprado 406s adicionais (assim como alguns 406/410 híbridos) dos alemães, enquanto outros foram passados fora de Itália e cerca de 48 para a Força Aérea do Estado Independente da Croácia, em 1943. Aqueles ainda nas mãos dos franceses viu a ação na Síria contra a RAF. Ambos Suíça e Turquia também operavam o tipo, os suíços na verdade derrubaram uma série de aeronaves tanto alemães quanto Aliadas, em 1944-45.
Antes da campanha do Pacífico adequada, autoridades de Vichy na Indochina francesa estavam engajados em uma fronteira de guerra contra a Tailândia, durante 1940-1941. Uma série de 406s estacionados na Indochina abateram caças tailandeses antes da Força Aérea Francesa abandonar o teatro. Alguns exemplos do M.S. 406 foram capturados pela Força Aérea da Tailândia.

## História Operacional Finlandesa

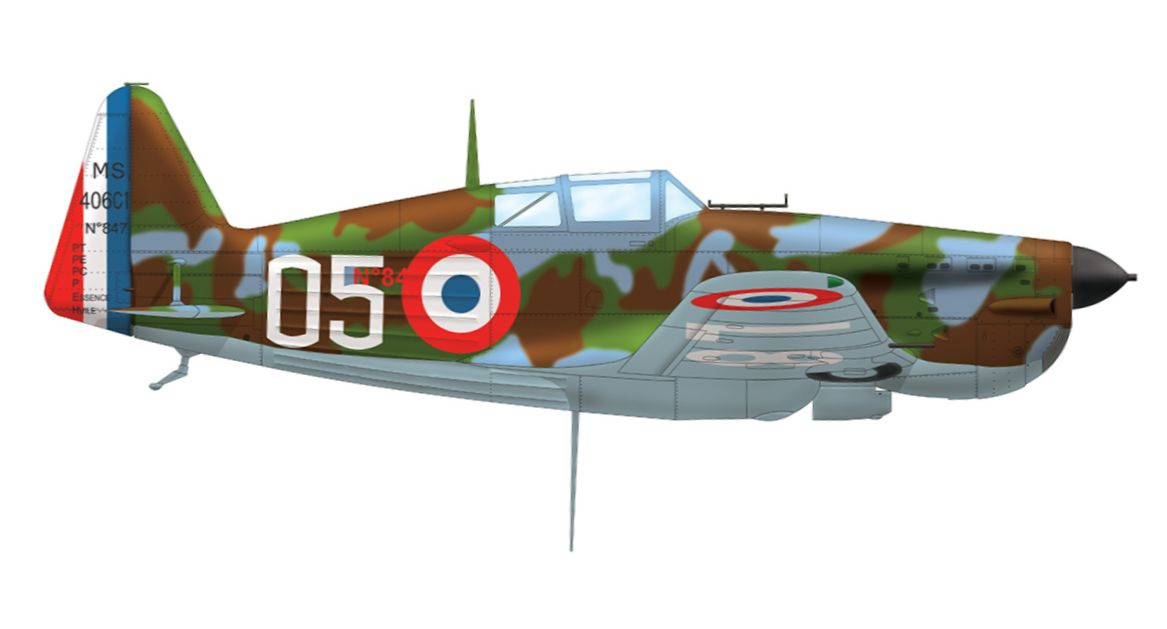
Morane-Saulnier MS.406 N° 847, branco 05 do Groupe de Chasse I/6, maio de 1940

O M.S. 406 teve uma carreira paralela na Finlândia. Em fevereiro de 1940, os primeiros 30 caças franceses foram destinado para o LeLv 28, comandada pelo Major Jusu. Essas aeronaves recebeu as designações finlandeses MS-301 a MS-330. Eles foram usados em combate durante a Guerra de Inverno, contra a URSS e realizou 259 missões operacionais e abateu 16 aviões soviéticos. Em forma modificada, o 406 foram posteriormente envolvidos na Guerra de Continuação. Entre novembro de 1939 e 4 de setembro de 1944, LeLv 28 marcou 118 vitórias aéreas com Morane M.S. 406 (o esquadrão também operava Bf 109Gs). A unidade perdeu 15 aeronaves.  Total de mortes finlandesas foram 121. O maior ás com um Morane em todos os teatros era Urho Lehtovaara, com 15 de suas 44,5 mortes totais alcançados em Moranes.